# إد جويس
إد جويس (22 سبتمبر 1978 بدبلن في جمهورية أيرلندا - ) (بالإنجليزية: Ed Joyce) هو لاعب كريكت أيرلندي. شارك مع منتخب إنجلترا للكريكت. أما مع النوادي، فقد لعب مع نادي مقاطعة ميدلسكس للكريكت ‏ ونادي مقاطعة ساسكس للكركيت ‏ ونادي مارليبون للكريكت ‏.

## وصلات خارجية
- إد جويس على موقع إي آس بي آن كريك إنفو (الإنجليزية)